# Kezileboyi (sockenhuvudort i Kina, Xinjiang Uygur Zizhiqu, lat 39,39, long 76,55)
Kezileboyi (kinesiska: 克孜勒博依, 克孜勒博依乡) är en sockenhuvudort i Kina. Den ligger i den autonoma regionen Xinjiang, i den nordvästra delen av landet, omkring 1 000 kilometer sydväst om regionhuvudstaden Ürümqi. Antalet invånare är 40 228. Befolkningen består av 19 904 kvinnor och 20 324 män. Barn under 15 år utgör 30 %, vuxna 15-64 år 64 %, och äldre över 65 år 5,0 %.
Runt Kezileboyi är det ganska glesbefolkat, med 48 invånare per kvadratkilometer. Kezileboyi är det största samhället i trakten. Trakten runt Kezileboyi består till största delen av jordbruksmark.
Genomsnittlig årsnederbörd är 122 millimeter. Den regnigaste månaden är maj, med i genomsnitt 27 mm nederbörd, och den torraste är december, med 2 mm nederbörd.